# Saint-Grégoire-d'Ardennes
Saint-Grégoire-d'Ardennes is een gemeente in het Franse departement Charente-Maritime (regio Nouvelle-Aquitaine) en telt 119 inwoners (2004). De plaats maakt deel uit van het arrondissement Jonzac.

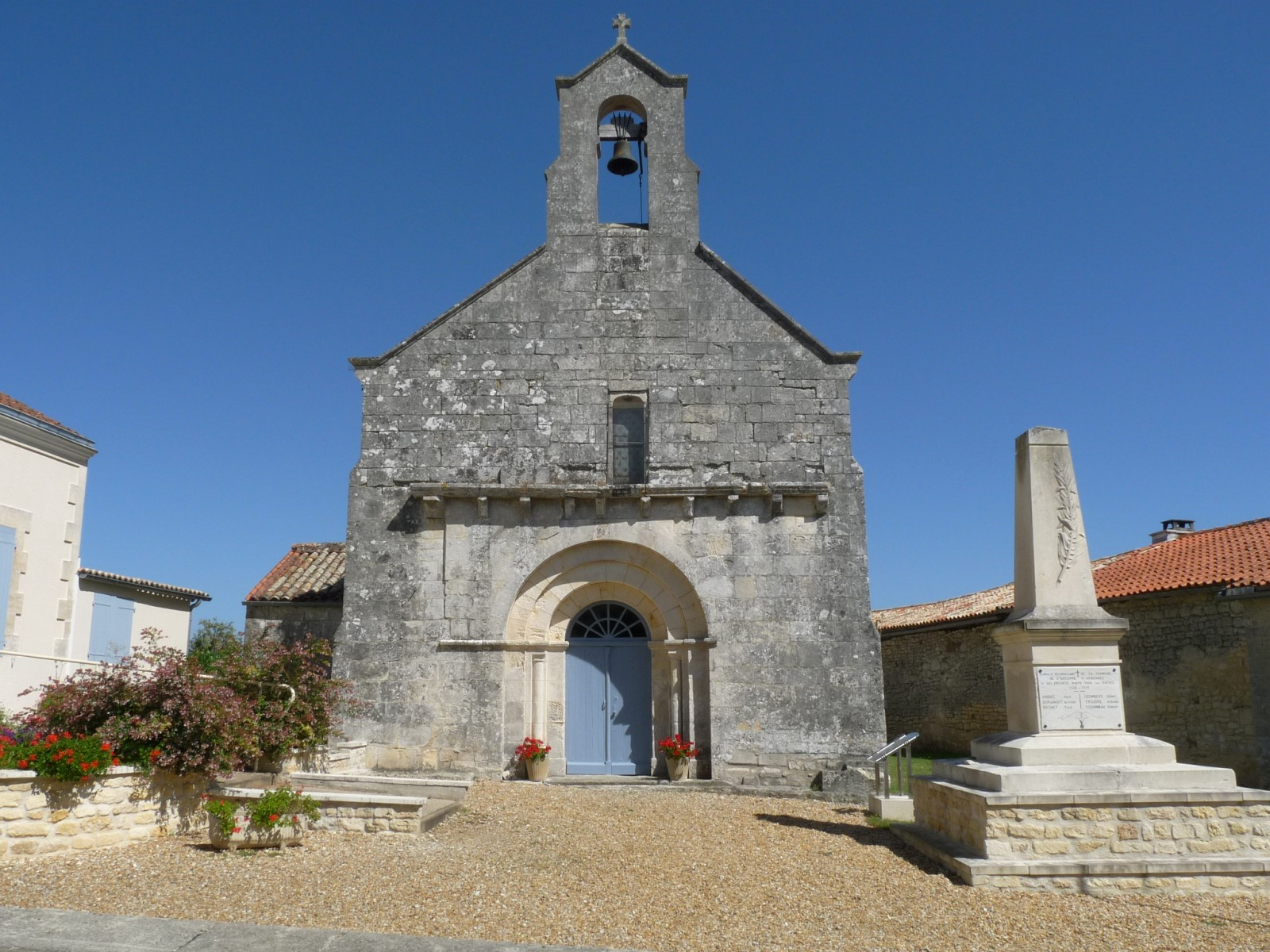
Kerk van Saint-Grégoire-d'Ardennes
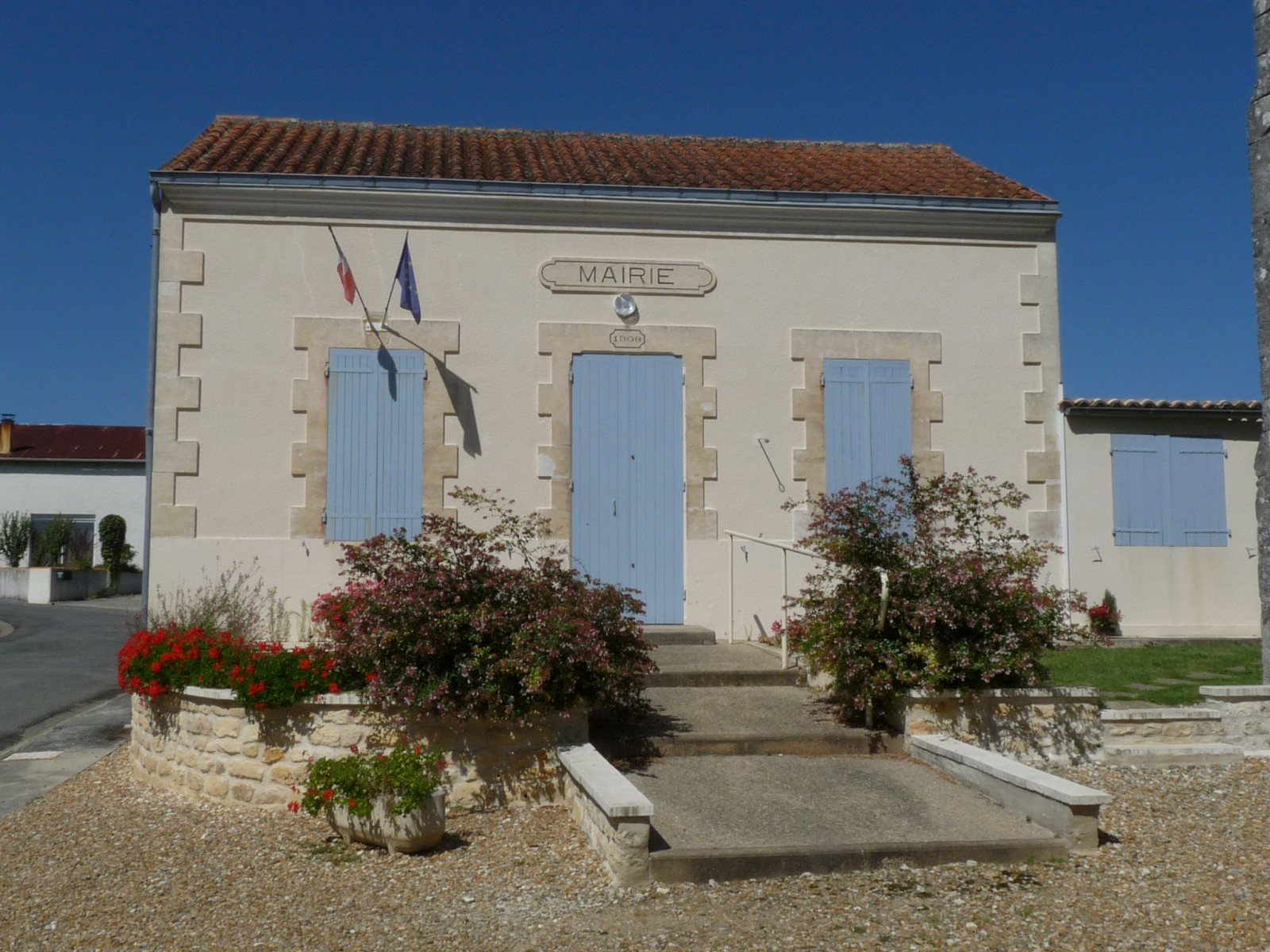
Gemeentehuis

## Geografie
De oppervlakte van Saint-Grégoire-d'Ardennes bedraagt 3,5 km², de bevolkingsdichtheid is 34,0 inwoners per km².
De onderstaande kaart toont de ligging van Saint-Grégoire-d'Ardennes met de belangrijkste infrastructuur en aangrenzende gemeenten.

## Demografie
Onderstaande figuur toont het verloop van het inwonertal (bron: INSEE-tellingen).